# June Gable
June Gable, all'anagrafe June Golub (Brooklyn, 5 giugno 1945) è un'attrice statunitense, attiva in campo teatrale, televisivo e cinematografico.

## Biografia
Dopo gli studi alla Carnegie Mellon University, Gable ha recitato a lungo in televisione e a teatro, apparendo spesso a Broadway in opere di prosa e musical. Tra il 1974 e il 1976 recitò in un acclamato revival dell'operetta Candide per la regia di Harold Prince in scena a Broadway; Gable ricoprì il ruolo dell'anziana signora per settecentoquaranta rappresentazioni e fu candidata al Tony Award alla miglior attrice non protagonista in un musical per la sua interpretazione. Nel 1976 rimpiazzò Rita Moreno nella commedia The Ritz, sempre a Broadway. Il suo ruolo più famoso però rimane quello di Estelle Leonard, l'agente di Joey Tribbiani, nell'acclamata sitcom Friends.

## Filmografia

### Cinema
- Brenda Starr - L'avventura in prima pagina (Brenda Starr), regia di Robert Ellis Miller (1989)
- She-Devil - Lei, il diavolo (She-Devil), regia di Susan Seidelman (1989)
- Matrimonio a Long Island (The Week Of), regia di Robert Smigel (2018)
- Somewhere in Queens, regia di Ray Romano (2022)

### Televisione
- Barney Miller - serie TV, 2 episodi (1976-1977)
- Crime Story - serie TV, 1 episodio (1987)
- Kate e Allie - serie TV, 1 episodio (1989)
- Miami Vice - serie TV, 1 episodio (1990)
- Dream On - serie TV, 7 episodi (1990-1996)
- Segni particolari: genio (Head of the Class) - serie TV, 1 episodio (1991)
- Innamorati pazzi (Mad About You) - serie TV, 1 episodio (1994)
- Friends - serie TV, 10 episodi (1994-2003)
- Caroline in the City - serie TV, 1 episodio (1998)

## Doppiatori italiani
- Paila Pavese in Friends